# Apotheker

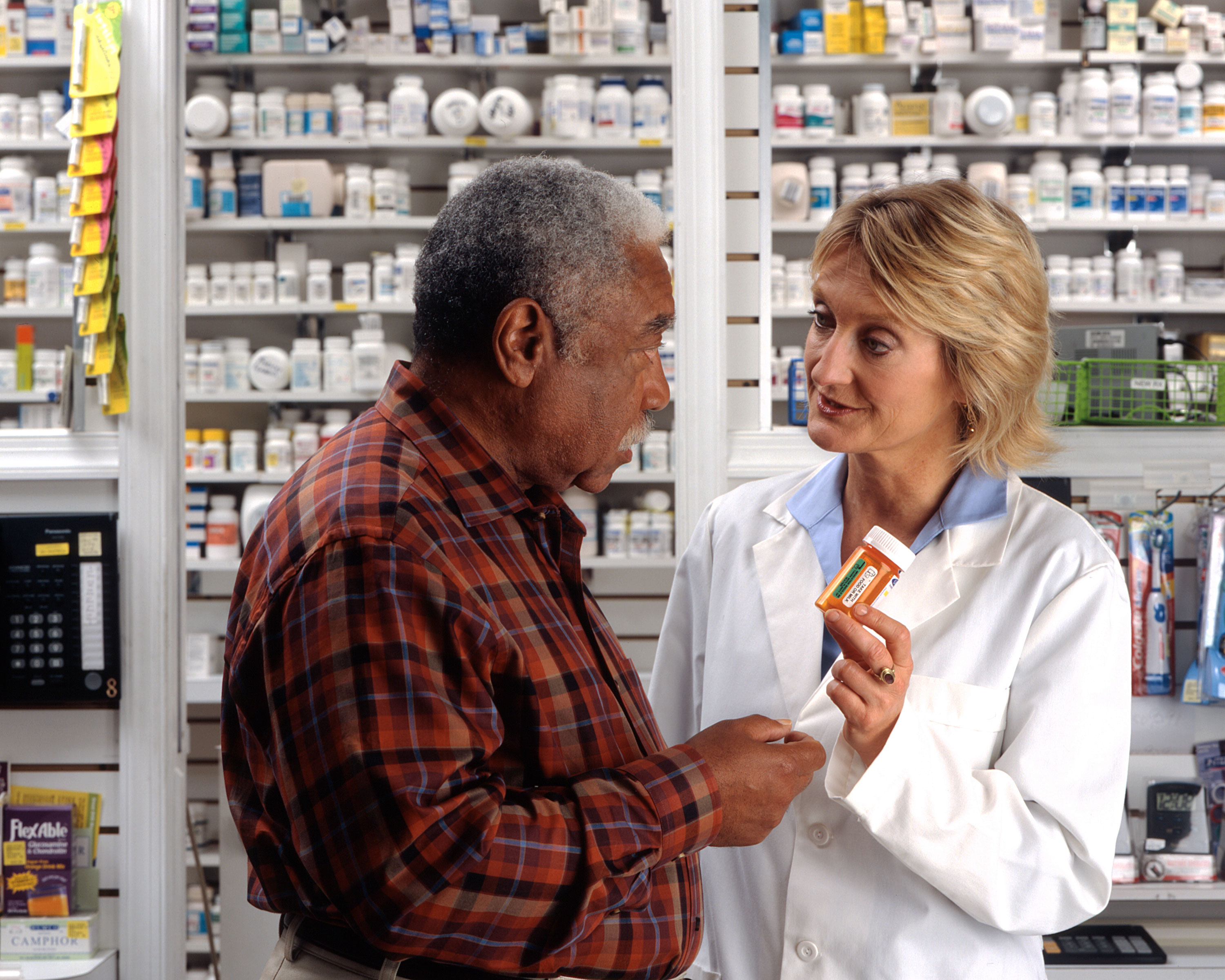

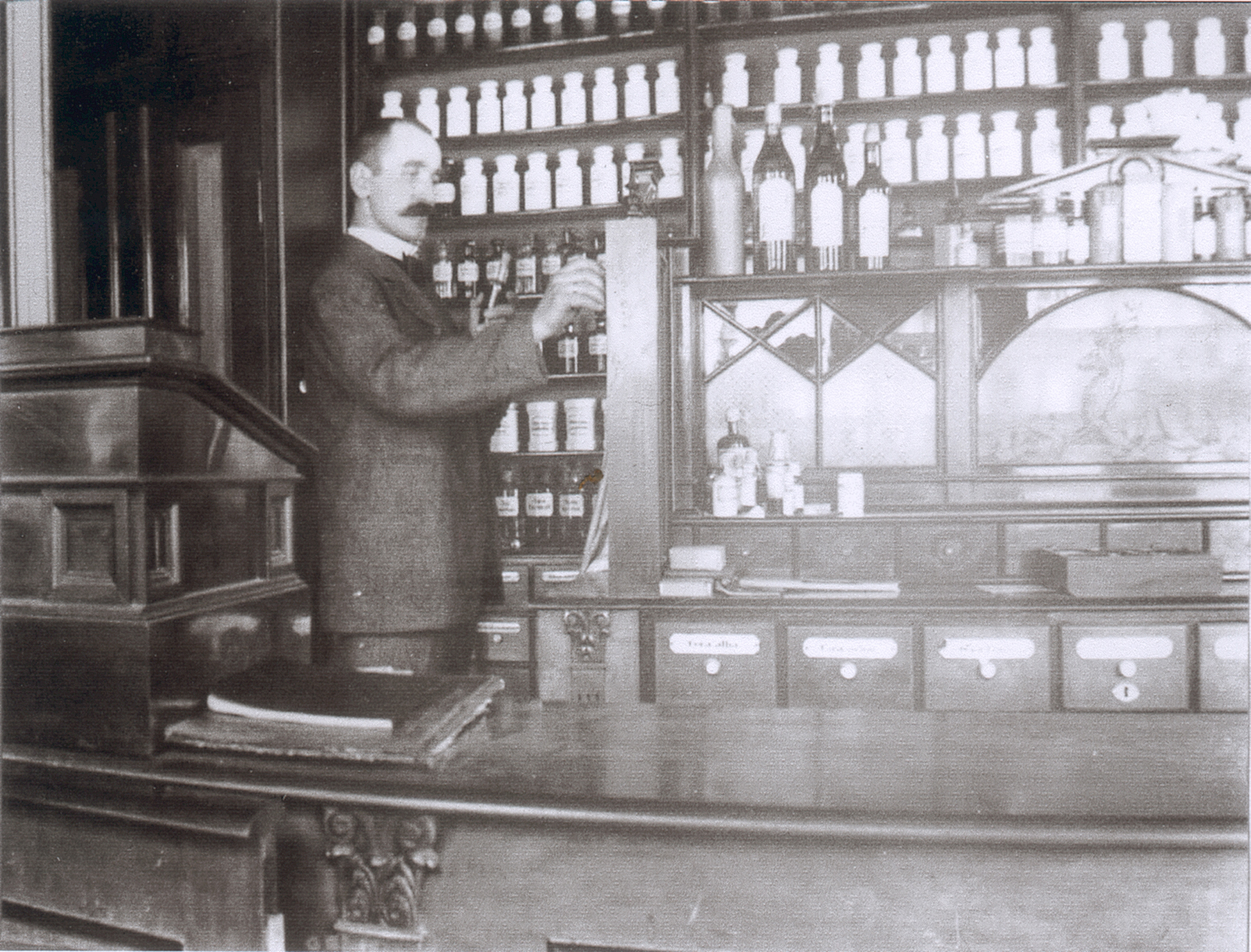
Oude foto van een apotheker in Noorwegen

Een apotheker, ook wel aangeduid als farmaceut, is een deskundige op het gebied van geneesmiddelen. In Nederland en België is de titel apotheker beschermd door de wet. In België is een apotheker de enige die geneesmiddelen die op recept of voorschrift worden verstrekt mag bereiden en afleveren. In Nederland is het bezit van een apotheek sinds 1999 niet langer voorbehouden aan een apotheker.
De apotheker is verantwoordelijk voor de controle op de geschiktheid, de dosering en de toedieningsvorm van het geneesmiddel en is expert inzake onverenigbaarheden (interacties) met andere geneesmiddelen. De apotheker is verantwoordelijk voor de geneesmiddelen die hij of zij aflevert, ook als het voorschrift van de arts foutief is. De apotheker is ook specialist op het vlak van zelfzorggeneesmiddelen, fytotherapie, diergeneeskundige geneesmiddelen, magistrale en officinale bereidingen en dermatocosmetische producten, en adviseert de patiënt over hun goed gebruik. Hiervoor houdt hij rekening met de leeftijd, het geslacht, eventuele aandoeningen (bijvoorbeeld van het hart, de lever, de nieren), een eventuele zwangerschap of borstvoeding, enzovoort van de patiënt.
Een vrouwelijke apotheker wordt gewoonlijk ook apotheker genoemd, hoewel volgens zowel het Groene Boekje als Van Dale de vrouwelijke vorm apothekeres ook mogelijk is.
In een apotheek kunnen ook apothekersassistenten werken. Deze assistenten stellen de op een recept voorgeschreven middelen ter hand aan de patiënten (klanten) onder toezicht van een of meer apothekers.

## Werkkringen
Apothekers kunnen in verschillende gebieden werkzaam zijn zoals :
- Officiene apotheek (in België officina, in Nederland openbare apotheek)
- Poliklinische apotheek
- Ziekenhuisapotheek
- Farmaceutische industrie
- Universiteit
- Wetenschappelijk onderzoek
- Klinisch laboratorium (in België als apotheker-klinisch bioloog)

## Geschiedenis
Het ontstaan van het beroep van de apotheker zou gedeeltelijk te danken zijn aan de mislukte vergiftiging van keizer Frederik II (1194-1250) door zijn lijfarts. De keizer concludeerde uit het incident dat het beter was dat degene die de medicijnen voorschreef, die niet mocht maken. In 1240 werd dit wettelijk vastgelegd en ontstond het beroep van apotheker. De oudste bekende apotheker in Nederland was Anselmus. Hij huurde in 1276 een kelder onder het huis van de bisschop van Utrecht, Jan van Nassau.
Het ambt van apotheker bestond echter ook al in vergelijkbare vorm in de klassiek oudheid. Het verschil was dat de inhoud van het ambt en ook de wettelijke basis voor het voeren van de ambtstitel 'apotheker' minder duidelijk was geregeld. De toenmalige apothekers bereidden medicamenten die ze aan artsen verkochten en niet aan patiënten. Het onderscheid tussen het ambt van arts, apotheker en kruidenhandelaar was in de klassieke oudheid minder sterk dan later het geval was.
Apothekers hebben van oorsprong een zeer afwisselend beroep en waren lange tijd ook kruideniers. Ze sloten zich dan ook aan in hetzelfde gilde. De kruidenier was oorspronkelijk de groothandelaar in specerijen, verfstoffen en kruidenwijnen. Hij verkocht aan artsen, maar was daarnaast ook detaillist. Tot aan de zestiende eeuw bezaten de apothekers het monopolie op de verkoop van suiker en suikerbroden. Na de ontdekking van Amerika verkocht de apotheker ook tabak, cacao en kostbare suiker waaruit hij confituren, suikerwaren en koeken bereidde. Suikerriet werd echter massaal ingevoerd, waardoor de prijzen instortten en de bereiding van suikerwerk overging in de handen van de banketsuikermakers. Marsepein kreeg tijdens de middeleeuwen een geneeskrachtig imago door het suikergehalte. In de zestiende eeuw was marsepein dan ook een product dat alleen door apothekers gemaakt mocht worden. De apotheker was niet alleen medicijnmaker en -verkoper, maar dus ook handelaar in allerlei levens- en genotsmiddelen.
Gemeentebesturen trachtten via keuren en stadsfarmacopees invloed uit te oefenen op de kwaliteit van de beroepsuitoefening en via belastingen op de prijzen van geneesmiddelen. De opleiding van leerknecht tot apotheker geschiedde in de apotheek. Na een leertijd van twee of drie jaar kon de leerling, tegen een niet onaanzienlijk examengeld, examen afleggen, meestal ten overstaan van stadsdoktoren en apothekers.
In de twintigste eeuw deden apothekers zelf nog onderzoek (bijvoorbeeld urineonderzoek) en werden de meeste medicijnen nog in de apotheek bereid. Sindsdien is er een ontwikkeling op gang gekomen waarbij steeds meer merkgeneesmiddelen worden verstrekt, die door de farmaceutische industrie worden geproduceerd. Begin eenentwintigste eeuw ontstaan er weer kleinschalige initiatieven waarbij apothekers zelf generieke geneesmiddelen bereiden om een goedkoper alternatief te kunnen bieden voor kostbare merkgeneesmiddelen.

## Opleiding
De apotheker heeft een universitaire opleiding in de farmacie gevolgd.
In deze opleiding komen na een grondige studie van biologie, chemie en biochemie onder andere de volgende onderwerpen aan bod:
- galeniek of galenica
- farmacologie
- farmacognosie
- farmacotherapie
- recepteerkunde
- toxicologie
- analytische chemie
- statistiek

De opleiding farmacie in Nederland duurt zes jaar: drie jaar bachelor (BSc) en vervolgens drie jaar Master of Science (MSc). Na deze opleiding mag men, indien men in het BIG-register ingeschreven staat, de titel 'apotheker' voeren. In Nederland moet ook de 'eed' (afgeleid van de Eed van Hippocrates) of de 'belofte' afgelegd worden. In Vlaanderen behaalt men (in het nieuwe systeem dat ingevoerd werd sinds het academiejaar 2004-2005) de graad van 'apotheker' na vijf jaar studie: drie bachelorjaren, gevolgd door twee masterjaren. In het tweede masterjaar dient de student duizend uur stage te lopen in een openbare officina en/of ziekenhuisapotheek. In Vlaanderen leggen apothekers de Apothekers Eed af.
Opleiding tot apotheker is in de Benelux mogelijk te:
- Antwerpen Universiteit Antwerpen
- Brussel Vrije Universiteit Brussel
- Gent Universiteit Gent
- Leuven Katholieke Universiteit Leuven
- Utrecht Universiteit Utrecht
- Groningen Rijksuniversiteit Groningen
- Leiden Universiteit Leiden

Na het behalen van het diploma van apotheker zijn nog diverse specialisaties mogelijk:
- Geregistreerd specialisme in de openbare farmacie (twee jaar in Nederland)
- Master (Vlaanderen) of geregistreerd specialisme (Nederland) in de ziekenhuisfarmacie (drie jaar in Vlaanderen, vier jaar in Nederland)
- Master in de industriële farmacie (een jaar)
- Master apotheker-klinisch bioloog (vijf jaar in Vlaanderen)
- Specialisatie tot (ziekenhuis-)apotheker-klinisch farmacoloog (Nederland)
- Specialisatie (ziekenhuis-)apotheker-toxicoloog (Nederland)